# Daniel Avram
Daniel Avram (n. 12 septembrie 1966, Aiud) este un cântăreț de muzică folk din Alba Iulia. Este absolvent al Institutului Politehnic Cluj Napoca și al Facultății de Muzică din cadrul Universității "Spiru Haret" și profesor de muzică instrumentală (chitară). 

## Albume
Versurile melodiilor cântate de Daniel Avram au fost compuse de scriitorul Pavel Coruț. 

### Inima românului (1998)
- 01. Cântec de leagăn
- 02. Cenușa
- 03. Floare albă
- 04. Inima Românului
- 05. Jertfa Lupului Alb
- 06. Ne iartă, Stăpâne
- 07. Nunta
- 08. Rugă
- 09. Sămânța Geto-Dacă
- 10. Vraja nopților albastre

### Cântece din Carpați (2001)
- 01. Candela
- 02. Coroana de foc
- 03. Cuvântul Marelui Sol
- 04. Flacăra din Cer
- 05. Măicuța din Carpați
- 06. Ne-om întâlni în Cer
- 07. Să-mi dai o zi
- 08. Tango
- 09. Trăsnetul Geto-Dac
- 10. Ultimul romantic

### Colind cu vise (2003)
- 01. Colind cu vise
- 02. Minunată-i vestea
- 03. Colind Maicii Preacurate
- 04. Crăciun
- 05. Colind daco-roman
- 06. Colind cu Făt-Frumos
- 07. Colind pentru viitor
- 08. S-o aprins o viață-n Cer
- 09. Colind luminos
- 10. Colind străbun